# Jordens kredsløb
for jordens egenrotation - se Jordens egenrotation
Jordbane er den elliptiske figur hvormed vores planet bevæger sig omkring solen. På grund af at jorden således henholdsvis nærmer og fjerner sig fra solen, vil dens hastighed i banen skiftevis øges og mindskes. For forståelsens skyld er illustrationen herunder gjort noget mere excentrisk end i virkeligheden, hvor lilleaksen er blot 0,14 promille mindre end storaksen.
- Excentricitet: E = e / R
  - En ellipses excentricitet (E) er forholdet mellem afstanden fra centrum til brændpunktet og storradius.
  - For jordbanen gælder E = 0,016.708.634.2 pr. 01.01.2000 kl. 12.00 UT. Den forandrer sig langsomt over tid.

- Middelafstand: m = R
  - Middelafstanden opstår, når jorden passerer lilleaksen ved 90° og 270°.
  - Jorden er nærmest solen ved 0°. Kaldet perihelium (P). Forekommer p.t. ca. 4. januar.
  - Jorden er længst væk fra solen ved 180°. Kaldet aphelium (A). Forekommer p.t. ca. 4. juli.

- Lilleradius: r² = R² – e²
  - Almindelig pythagorasudregning.

- Baneretning: b = 90π / 180 + atan2( cos(v)r, sin(v)R) – atan2( cos(v)R – e, sin(v)r)
  - Jordens baneretning er vinkelret på linjen til solen i perihelium og aphelium.
  - Set fra Nordstjernen drejer jorden mod uret rundt om solen. Altså i stigende vinkelgrader.
  - Fra perihelium til aphelium er vinklen over 90°, og størst ved passage af lilleaksen.
  - Fra aphelium til perihelium er vinklen under 90°, og mindst ved passage af lilleaksen.
  - Funktionen atan2 virker i de fleste edb-programmer, og kan i modsætning til en almindelig atan angive vinklen i alle 4 kvadranter.
  - Vinkelberegningerne foregår i radianer.
  - Vinklen (v) gælder i ellipsens centrum; men for en tænkt cirkel.

- Middelhastighed: hm = 2πR / T
  - Omløbstiden (T) for jorden er p.t. 31.556.926 sekunder.
  - Middelhastigheden opstår, når jorden passerer lilleaksen.
  - Pudsigt nok er middelhastigheden ens uanset ellipsens excentricitet.

- Solafstand: a² = (cos(v)R – e)² + (sin(v)r)²

- Impulsmoment: i = sin(b)ha
  - Da impulsmomentet er konstant hele vejen rundt, er det nu muligt at beregne hastigheden i hvilket som helst punkt.
  - For jorden er hastigheden i perihelium cirka 3,4 % større end i aphelium.

- Periheliumstiden: t = T (v – sin(v)e)
  - Den tid, det tager jorden at komme fra perihelium til en given vinkel, kaldes periheliumstiden.
  - Ved at sammenligne den med en jævn vinkelhastighed, får man hvor meget jorden er forud/bagud i tid.
  - Ved passage af perihelium og aphelium er jorden hverken forud eller bagud.
  - Forskellen er størst ved passage af lilleakserne. Forud ved 90°, bagud ved 270°.